# Cryptocarya chingii
Cryptocarya chingii là loài thực vật có hoa trong họ Nguyệt quế. Loài này được W.C.Cheng miêu tả khoa học đầu tiên năm 1936.